# Belo Vale
Belo Vale est une ville brésilienne de l'État du Minas Gerais. Sa population était estimée à 7.470 habitants en 2009. La municipalité s'étend sur 365 km2.